# Lancia Appia
Lancia Appia är en personbil, tillverkad av den italienska biltillverkaren Lancia mellan 1953 och 1963.

## Bakgrund
Appian ersatte Lancias minsta modell Ardea, som presenterats just före andra världskriget. Den var till stora delar en uppdatering av företrädaren och hade många traditionella Lancia-lösningar, såsom självbärande kaross, teleskoprörsfjädring fram och en smal V4-motor med drygt 10° mellan cylindrarna. 
Lancia räknade inte årsmodeller, utan bilen tillverkades i serier varefter olika förbättringar infördes:
- Första serien, tillverkad mellan 1953 och 1956. Endast sedaner tillverkas, med kaross som liknar en nedkrympt Aurelia.
- Andra serien, tillverkad mellan 1956 och 1959. Längre hjulbas, ny akter med utbyggt bagageutrymme, högre motoreffekt. Sportigare tvådörrarskarosser erbjuds.
- Tredje serien, tillverkad mellan 1959 och 1963. Ny front med horisontell grill och lägre motorhuv, högre motoreffekt.

Produktionen fördelades på 98 000 Berlinor, 3 900 kommersiella vagnar och 5 200 bilar byggda av fristående karossmakare.

## Motor
Appian var försedd med en smal V4-motor med 10,2° vinkel mellan cylindrarna. Cylindrarna var gjutna i samma block med ett gemensamt cylinderhuvud. Den snäva vinkeln mellan cylindrarna gjorde att alla ventiler kunde styras av en enkel överliggande kamaxel.
| Modell        | Produktionsår | Motor              | Cylindervolym | Effekt | Bränslesystem   |
| ------------- | ------------- | ------------------ | ------------- | ------ | --------------- |
| Berlina S.I   | 1953-56       | 4-cyl V-motor SOHC | 1089 cm³      | 38 hk  | Enkel förgasare |
| Berlina S.II  | 1956-59       | 4-cyl V-motor SOHC | 1089 cm³      | 43 hk  | Enkel förgasare |
| Berlina S.III | 1959-63       | 4-cyl V-motor SOHC | 1089 cm³      | 48 hk  | Enkel förgasare |
| Coupé, Cabrio | 1956-63       | 4-cyl V-motor SOHC | 1089 cm³      | 53 hk  | Enkel förgasare |
| GTS           | 1956-58       | 4-cyl V-motor SOHC | 1089 cm³      | 58 hk  | Enkel förgasare |
| Sport         | 1960-63       | 4-cyl V-motor SOHC | 1089 cm³      | 60 hk  | Enkel förgasare |

## C10
Sedan-versionen C10 presenterades på Turin-salongen i april 1953. Karossen var mycket lik den syskonmodellen Aurelia, fast i mindre skala. Bakdörrarna var av självmordstyp och karossen saknade mittstolpe.
På Genèvesalongen i mars 1956 presenterades serie II med tre cm längre hjulbas och moderniserad kaross med utbyggt bagageutrymme.
På Genèvesalongen i mars 1959 presenterades den slutliga serie III med ny front, inspirerad av den stora Flaminian. Mellan 1960 och 1962 byggde Viotto en tredörrars kombi-version, kallad Giardinetta.

## Commerciali
Lancia byggde även lätta lastvagnar på Appia-chassit, såsom skåpbilen Furgoncino, pickupen Camioncino och ambulansen Autolettiga.

## Coupé
Pininfarina byggde en coupé-version mellan 1957 och 1963. 

## Cabriolet/Berlina Lusso
Vignale byggde en öppen cabriolet mellan 1957 och 1963. Mellan 1959 och 1961 erbjöd man dessutom coupén Berlina Lusso, med linjer baserade på cabrioleten.

## GT/GTS/GTE
Zagato byggde flera coupé-versioner på Berlinans hjulbas mellan 1957 och 1962.
- GT hade samma motor som Pininfarinas och Vignales bilar.
- GTS hade en starkare motor än övriga tvådörrarsversioner.
- GTE hade modifierad kaross, för lägre luftmotstånd.

## Sport
Den ultimata Zagato-versionen Sport byggdes mellan 1961 och 1963. Den hade kortare hjulbas och starkare motor än övriga Appior. 
Totalt byggde Zagato cirka 750 karosser på Appia-chassit.

## Bilder

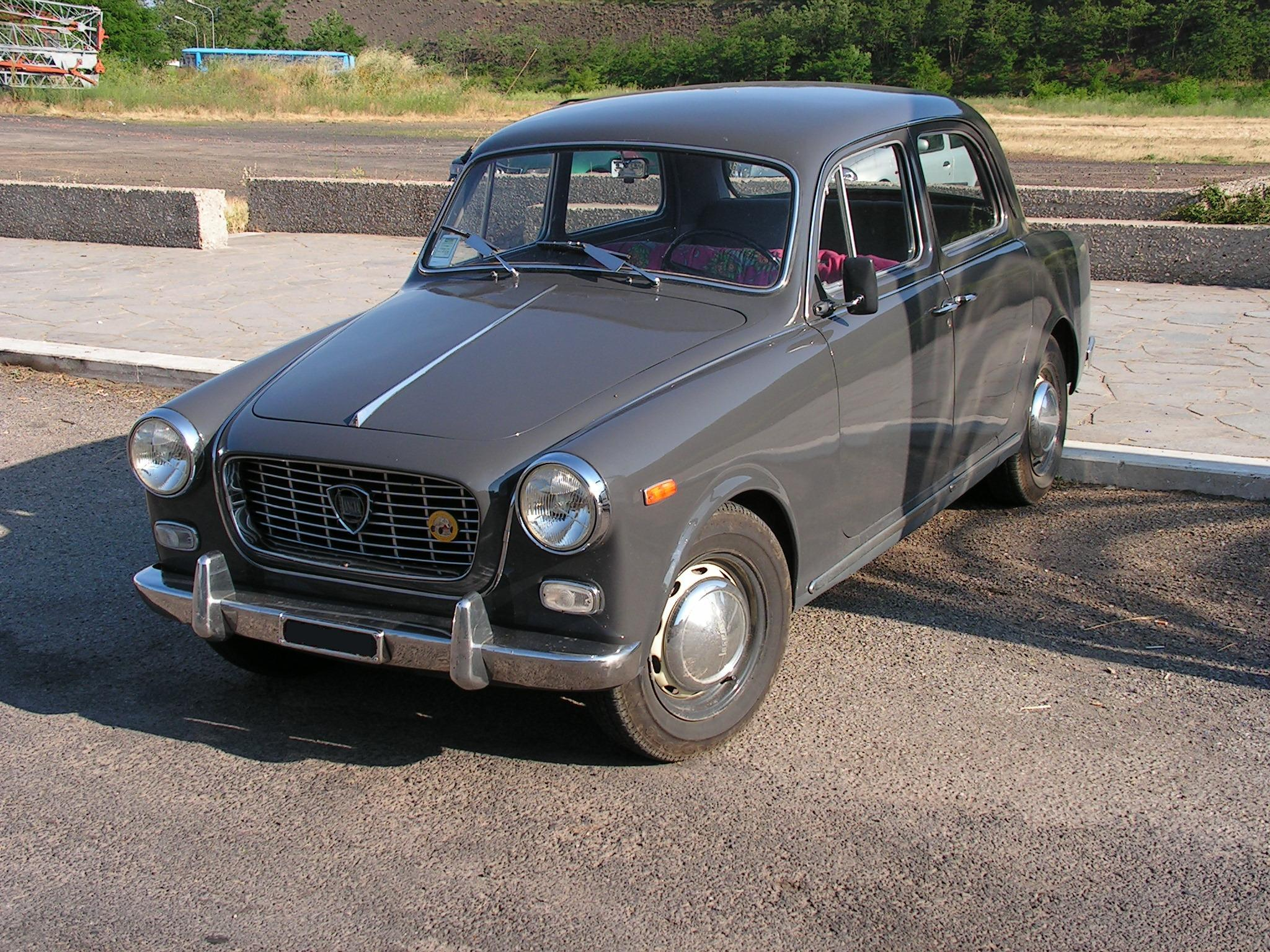
Berlina S.III
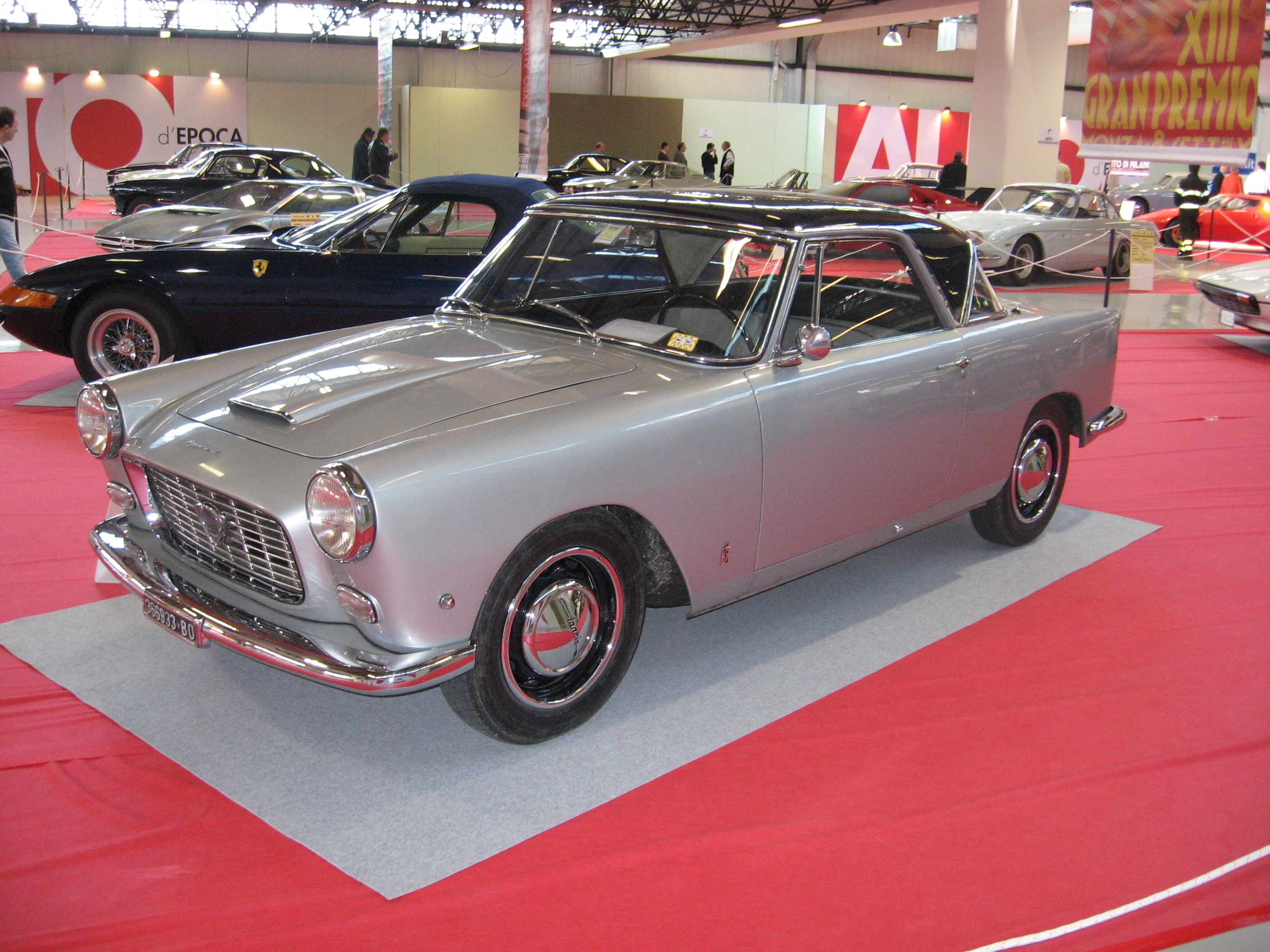
Pininfarina Coupé S.II
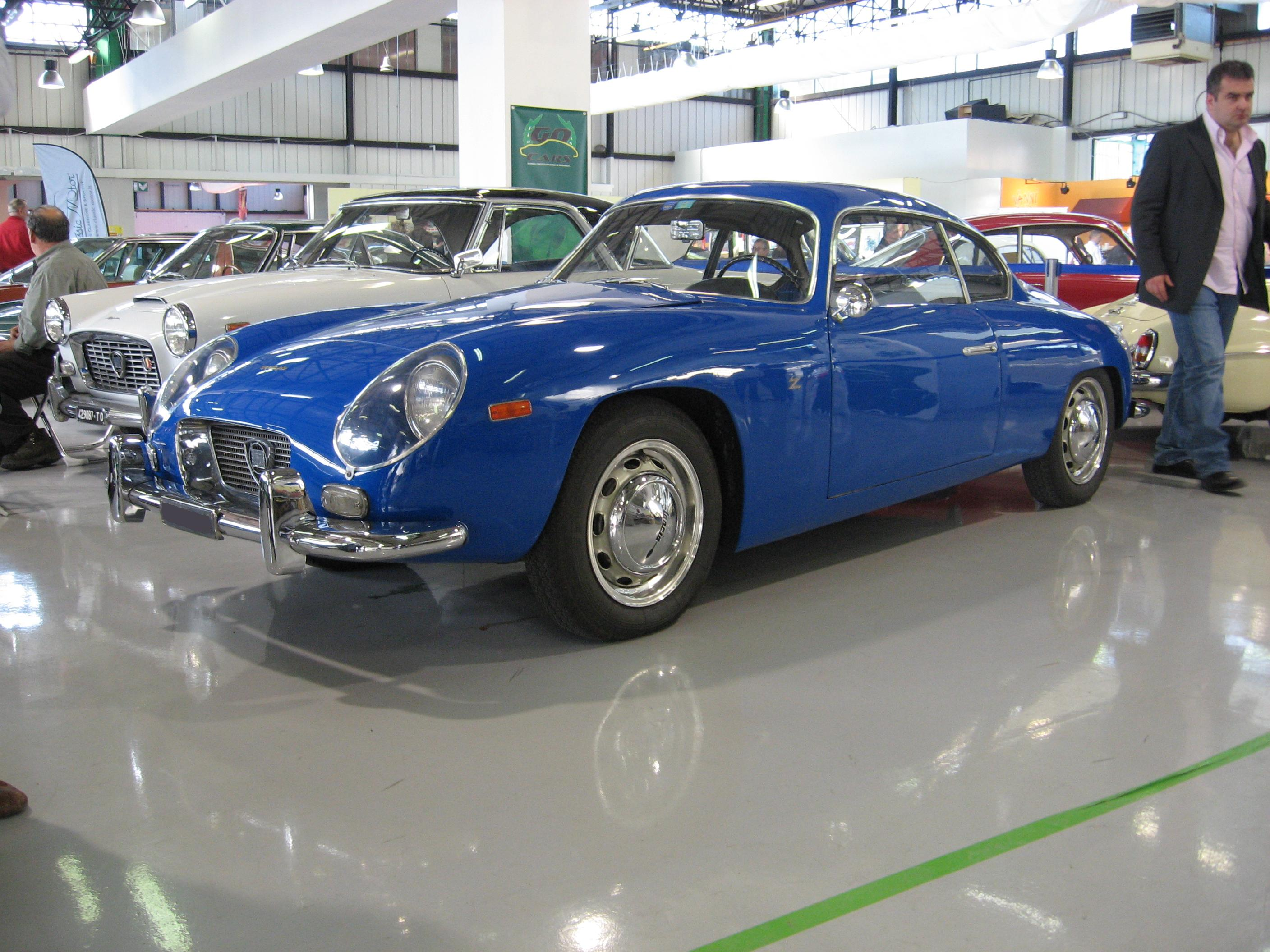
Zagato GTE S.III